# Neptun (Schlüsselnetz)

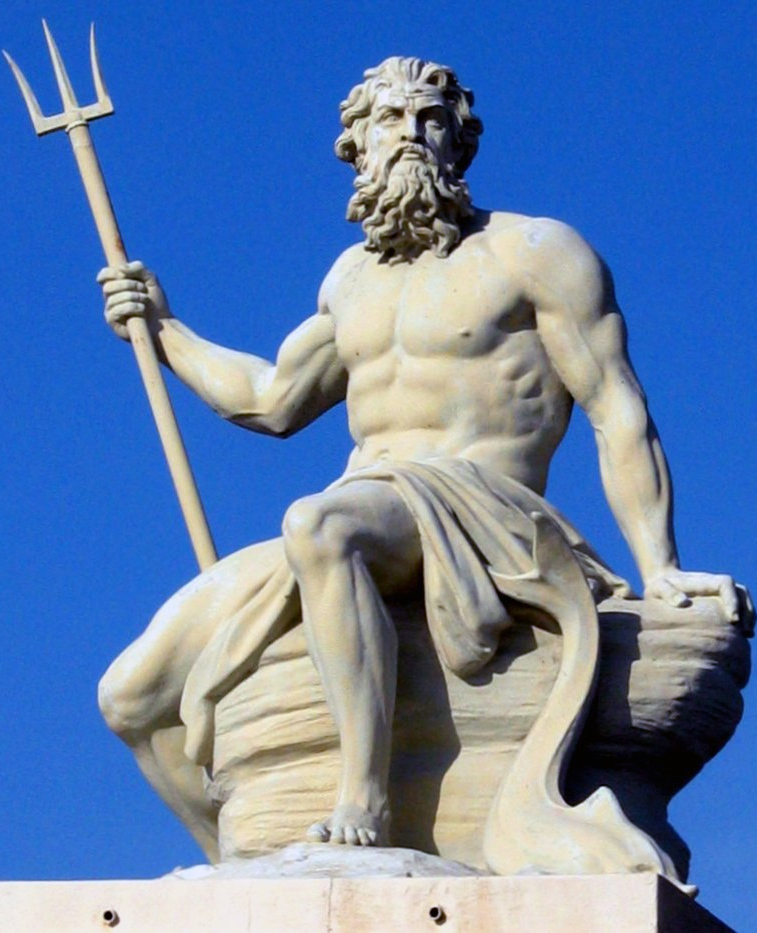
Typische Darstellung des römischen Meeresgotts Neptun mit seinem Dreizack (Skulptur nahe dem Kastell von Kopenhagen)

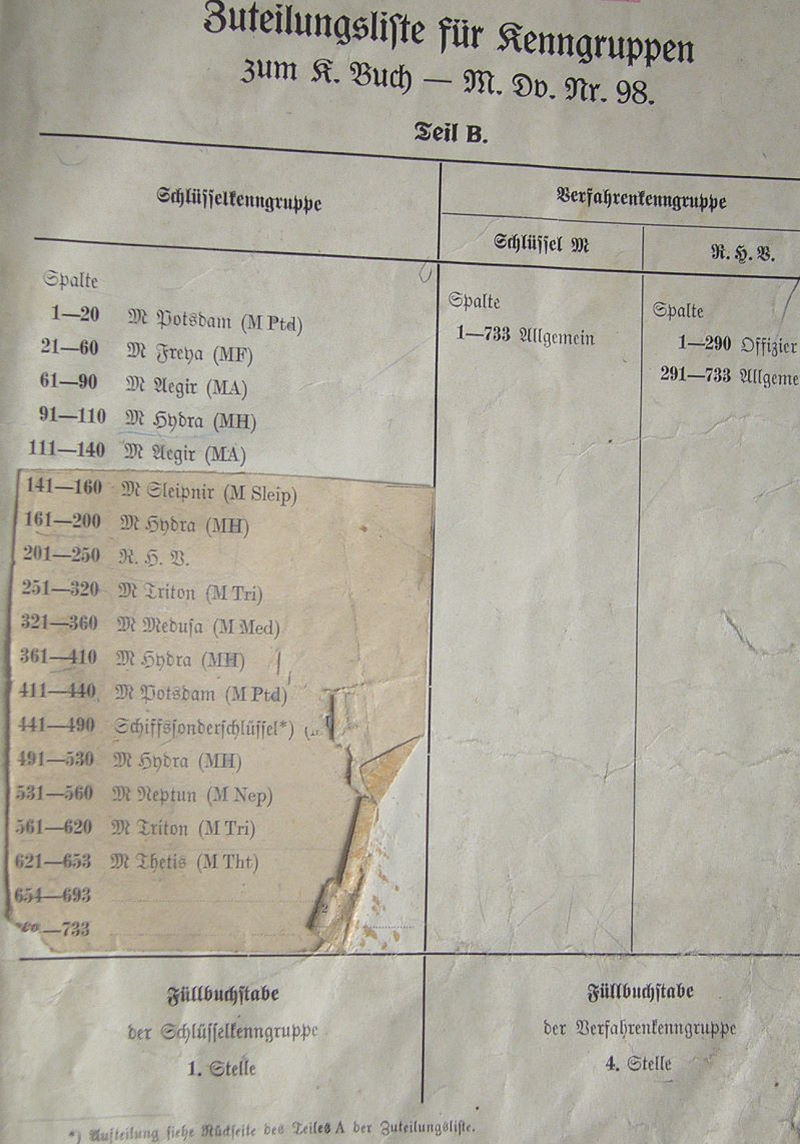
Neptun in der Zuteilungsliste für Schlüsselkenngruppen.

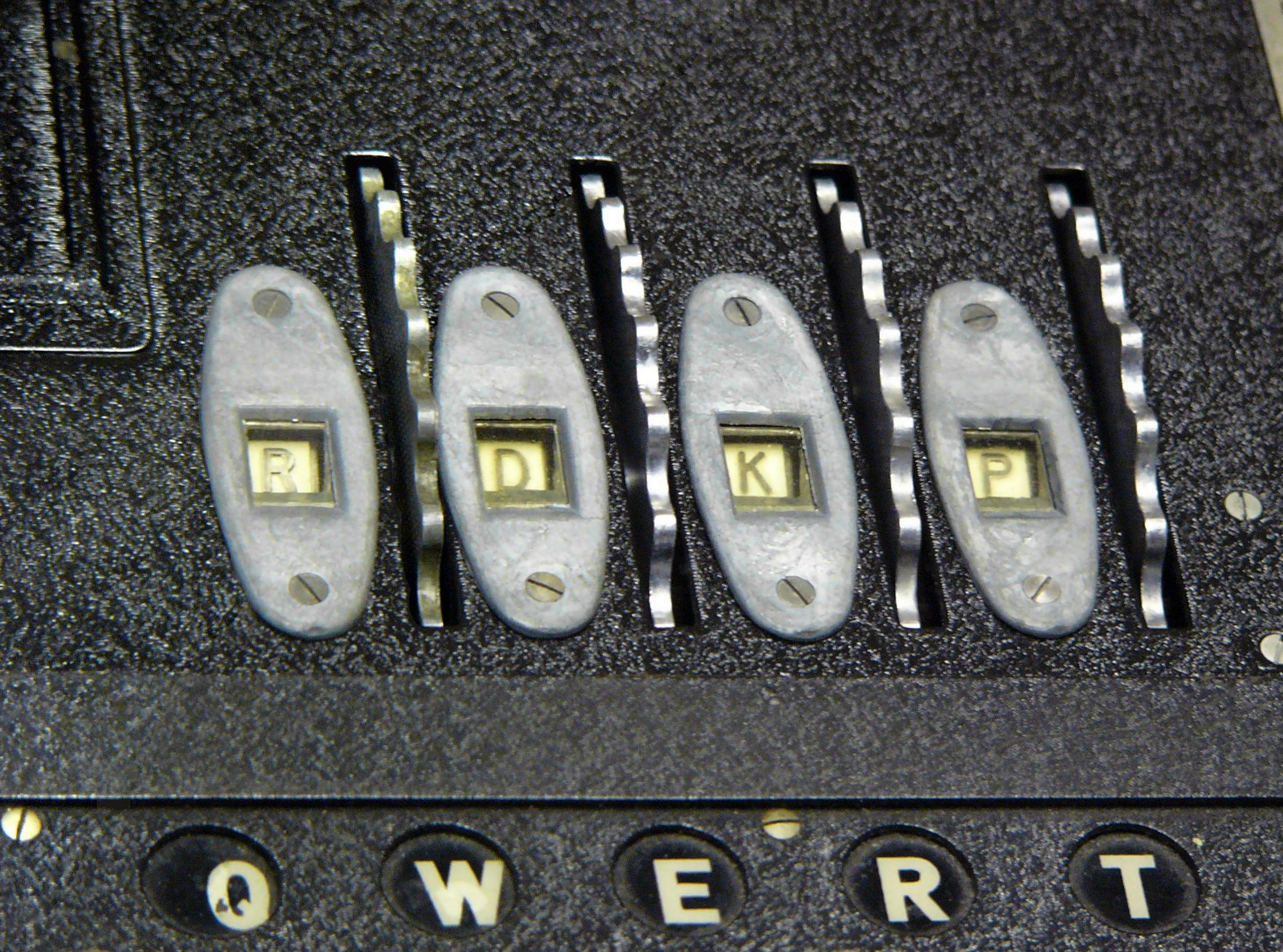
Die hinter dem linken Walzenfenster befindliche „Griechenwalze“ machte die Enigma-M4 kryptographisch stärker als die vom Heer verwendete Enigma I.

Neptun (kurz: M Nep) war im Zweiten Weltkrieg der deutsche Deckname eines Funkschlüsselnetzes der deutschen Kriegsmarine. Die britische Tarnbezeichnung war Barracuda (deutsch „Barrakuda“). Vorgesehen war es zur geheimen Kommunikation des Oberkommandos der Marine (OKM) mit den auf Hoher See, hauptsächlich im Nordatlantik, operierenden schweren deutschen Überwasserstreitkräften, wie den Schlachtschiffen Gneisenau, Scharnhorst und Tirpitz sowie den Schweren Kreuzern Prinz Eugen und Admiral Hipper.

## Geschichte
Im Oktober 1941 wurde mit Schreiben des OKM an den Befehlshaber der Schlachtschiffe die Schlüsseltafel Neptun als neuer Schlüssel eingeführt. Namenspatron war der römische Meeresgott Neptun (Bild).
Der Schlüssel Neptun war nur zusammen mit dem „Schlüssel M Form M4“, also der Rotor-Chiffriermaschine Enigma-M4 (mit vier Walzen) zu verwenden. Im Gegensatz zu dem nahezu zeitgleich, am 5. Oktober 1941, eingeführten Schlüsselnetz Triton, wurde die „Vierwalzen-Enigma“ bei den Schlachtschiffen bereits einige Monate früher als bei den U-Booten eingesetzt, bei denen sie erst ab 1. Februar 1942 in Dienst gestellt wurde.
Im Gegensatz zu den meisten anderen Enigma-Schlüsselnetzen wurde das Schlüsselnetz Neptun niemals gebrochen.